# Zamia amazonum
Zamia amazonum är en kärlväxtart som beskrevs av Dennis William Stevenson. Zamia amazonum ingår i släktet Zamia och familjen Zamiaceae. IUCN kategoriserar arten globalt som nära hotad. Inga underarter finns listade i Catalogue of Life.